# 9500 Camelot
9500 Camelot è un asteroide della fascia principale. Scoperto nel 1973, presenta un'orbita caratterizzata da un semiasse maggiore pari a 2,5946676 UA e da un'eccentricità di 0,1669236, inclinata di 12,74214° rispetto all'eclittica.